# OpenML
Open Media Library (OpenML) es un ambiente de programación libre de multiplataforma, diseñado por el Grupo Khronos para capturar, transportar, procesar, desplegar, y sincronizar medios digitales (gráficos 2D y 3D, audio y procesamiento de video, Entrada/Salida, y redes).